# اورفانت

لوگوی اورفانت

اورفانت (به انگلیسی: Orphanet) یک وبسایت اروپایی است که اطلاعاتی در مورد بیماری‌های نادر و همچنین تشخیص مربوطه، داروهای کم‌کاربرد، کارآزمایی بالینی و شبکه متخصصین ارائه می‌دهد
این وبسایت توسط کنسرسیومی از مؤسسات دانشگاهی از ۴۰ کشور مدیریت می‌شود.